# Presura
La presura o aprisión (en latín aprisio) es una forma de apropiación territorial que se dio en los reinos cristianos peninsulares medievales. Es un término que describe uno de los mecanismos de repoblación basado en el derecho romano. La mayor parte de los testimonios aparecen en los siglos IX y X, si bien se encuentran también en el siglo VIII y en siglos posteriores. El término designa tanto la acción de apropiarse como el espacio resultante de la apropiación.
Eduardo Manzano Moreno describe la presura o aprisión como la fórmula jurídica por la que las personas que ponían en valor un terreno inculto se convertían en propietarios del mismo. Según este historiador la presura o aprisión «permitía justificar la posesión tanto de las pequeñas propiedades (alodios) como de las grandes parcelas en manos de la aristocracia laica o eclesíastica que empleaba a sus propios campesinos» y se dio «un poco por todas partes. Desde Bergadá, en los territorios del conde de Barcelona, hasta Galicia, pasando por la Tierra de Campos leonesa o por el primitivo solar castellano». Manzano Moreno advierte, por otro lado, que «se conoce muy mal cómo se realizaban en la práctica».
La palabra presura y sus variantes (pressuaras, apresura, adpresuras, presiones, presuria, appresura, presone) derivan de prendo (tomar, apropiar). La presura aparece a menudo asociada al término scalio y sus derivados (scaliare, escaliare, escalicare, escalidare, excalidare, scalidare) que significan roturar, desbrozar un terreno.
El ejercicio del control territorial por medio de la presura dio lugar a los presidios como fortines de frontera destinados a mantener las guarniciones limítrofes en aquellos territorios en proceso de control de soberanía. Estas fortificaciones tuvieron una particular relevancia en el proceso de presura de la Alta California llevado a cabo principalmente a lo largo del siglo XVIII por medio de dragones de cuera, debido a la especial virulencia del pueblo apache.

## Historiografía
La presura ha sido un tema ampliamente tratado por la historiografía medieval, desde que en el siglo XIX Alexandre Herculano (1810-1877) comenzase a investigar sobre la despoblación y repoblación del valle del Duero a raíz de la conquista musulmana. Durante el siglo XX, aparecieron otras concepciones sobre la presura, que en ocasiones han sido contrapuestas. Se pueden sistematizar los estudios sobre este fenómeno en tres grupos: la explicación vinculada a la Reconquista y repoblación, las propuestas relativas a la aculturación de los pueblos del norte y las nuevas tendencias surgidas desde mediados de los años noventa del siglo XX.
En las décadas centrales del siglo XX, las investigaciones se hicieron en el marco de la Historia del Derecho y de la Reconquista como eje de la Historia medieval española. Los principales representantes de esta corriente fueron el historiador del Derecho Ignacio de la Concha y los medievalistas Claudio Sánchez Albornoz y Salvador de Moxó. Estos autores definen la presura como la fórmula que permite colonizar el yermo, es decir, las tierras despobladas tras el dominio islámico y la conquista cristiana. Esta acción se entiende como una ocupación del territorio en dirección norte-sur, protagonizada por poblaciones cristianas del norte que se establecen en el sur de la cordillera Cantábrica y en el valle del Duero.
Se distinguen dos tipos de presura: la oficial y la espontánea. La oficial es la que se lleva a cabo bajo la dirección del rey o de sus agentes. Estos pueden distribuir la tierra entre colonos o bien encomendar su colonización a aristócratas. La espontánea se realiza por campesinos o comunidades monásticas sin contar en un principio con el beneplácito de la monarquía. Estas últimas, tras cierto tiempo, demandarán la aprobación del rey. A pesar de tratarse de una concesión real, los campesinos podían dejar en herencia las tierras a sus descendientes o realizar acciones de compraventa sin supervisión, es decir, poseían cierta autonomía en la gestión de estas tierras. Por estas circunstancias, no hay unanimidad entre estos autores a la hora de considerar esta forma de posesión como propiedad plena.
Desde finales de los sesenta y hasta principios de los noventa, José Ángel García de Cortázar y Esther Peña propusieron una nueva línea interpretativa. Las principales novedades son, por un lado, la reinterpretación de la noción de yermo, considerado no como un espacio vacío, sino como poco poblado y desorganizado, y por el otro, la introducción del concepto de aculturación. Esta se produce desde los años 770-780, por la llegada a las montañas del norte de poblaciones del valle del Duero y del Ebro, que llevaban consigo rasgos socioculturales de herencia hispanogoda (noción de propiedad romana, uso de la escritura, agricultura mediterránea...), siendo la presura el mecanismo de instalación de estas gentes y de introducción de su concepción de la propiedad. El resultado de este proceso dependía de la permeabilidad cultural de las diversas comunidades norteñas. A partir del siglo IX el movimiento se invierte y las poblaciones norteñas que han sido objeto de aculturación, se establecen en los espacios que se habían desocupado en la etapa precedente.
A partir de mediados de los noventa, medievalistas como Carlos Manuel Reglero de la Fuente y Ernesto Pastor, descartan el concepto del yermo como realidad física, entienden que la aculturación no es un fenómeno relevante y relacionan la presura con el crecimiento agrícola y demográfico altomedieval. Por su parte, Roland Viader, Juan José Larrea y Álvaro Carvajal, además, sostienen que las presuras son mecanismos integrados dentro de las lógicas comunitarias en el marco local. A lo cual se añade la utilización de la figura de la presura en muy diversos niveles sociales y territoriales.

## SiglosXIVyXV
Se produjeron las últimas repoblaciones en Andalucía, en la cuenca del Guadalquivir al tomar los reinos taifas de Valencia, Murcia y Granada, donde se dispersó a la población musulmana. Esta última fase se denominó Repartimiento, y la tierra se repartió en grandes lotes dando lugar a latifundios.
Así pues, sólo en las zonas despobladas del valle del Duero y del Ebro y sólo en los primeros momentos de la Reconquista, se dio el caso de la repoblación espontánea por presura o aprisio. Luego se necesitó concesión real tanto en caso de que los colonos fueran civiles (repoblación concejil o municipal), nobles (repoblación nobiliaria) u órdenes monásticas (repoblación eclesiástica), órdenes que podían ser militares o no.
Esta repoblación se explica en una sociedad rural y en una zona en continuo peligro de incursiones guerreras: era la recompensa para que los desposeídos se atreviesen a abandonar lugares seguros y cultivaran las tierras fronterizas.